# 応援
| ウィキペディアには「応援」という見出しの百科事典記事はありません（タイトルに「応援」を含むページの一覧/「応援」で始まるページの一覧）。 代わりにウィクショナリーのページ「応援」が役に立つかもしれません。 |